# لرل ۲۸۶۵
سیارک ۲۸۶۵ (به انگلیسی: 2865 Laurel، نامگذاری:1935OK) دو هزار و هشتصد و شصت و پنجمین سیارک کشف شده‌است که در ۳۱ ژوئیه ۱۹۳۵ کشف شد.
قدر مطلق سیارک برابر ۱۱٫۴۰ است.